# 前卫农场

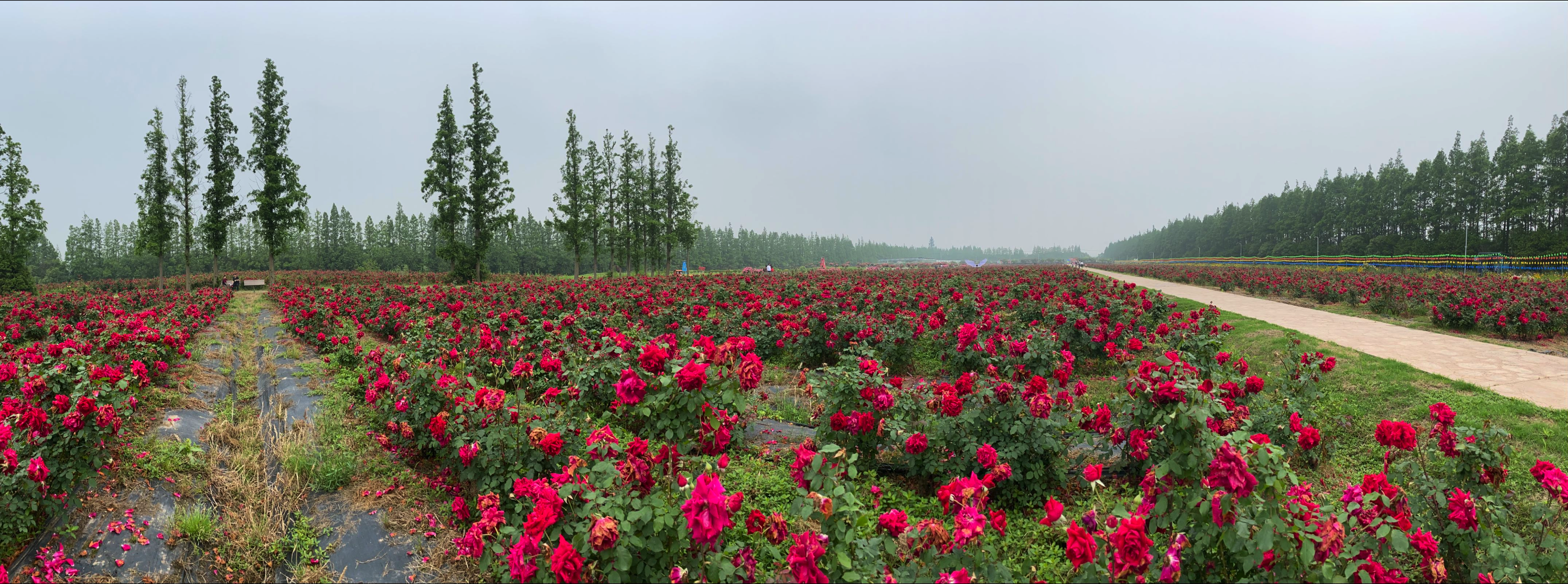
长兴岛郊野公园

前卫农场是中华人民共和国上海市崇明区下辖的一个类似乡级单位，位于长兴岛上。依托前卫农场建有长兴岛郊野公园。

## 行政区划
前卫农场下辖：前卫农场虚拟生活区。